# Ónod
Ónod é um município da Hungria, situado no condado de Borsod-Abaúj-Zemplén. Tem 17,74 km² de área e sua população em 2015 foi estimada em 2.340 habitantes.